# Porträtt av dr Gachet
Porträtt av dr Gachet (franska: Le docteur Paul Gachet) är en oljemålning av den nederländske konstnären Vincent van Gogh från 1890. Den finns i två utförande som framför allt skiljer sig åt i färgsättningen. Båda versionerna är 67 cm på höjden och 56 cm breda. Den första versionen är i privat ägo och den andra är utställd på Musée d'Orsay i Paris.
Målningen är ett porträtt av Paul Gachet som var verksam som läkare och konstsamlare i Auvers-sur-Oise utanför Paris. Efter van Goghs mentala sammanbrott i Arles på hösten 1888 skrevs han på egen begäran in på ett sjukhem i Saint-Rémy-de-Provence där han vårdades i ett år. I maj 1890 såg brodern Theo van Gogh till att han flyttades till Auvers-sur-Oise där han togs om hand av doktor Gachet. Denne hade tidigare vårdat Camille Pissarro som nu rekommenderade honom till Theo van Gogh. Under sommaren 1890 målade van Gogh fler än en målning om dagen, förutom dessa porträtt även de berömda målningarna Kyrkan i Auvers och Vetefält med kråkor. Hans hälsa tycktes förbättras, men i en plötslig depression sköt han sig själv och avled kort därefter, 29 juli 1890.
Den första versionen "Porträtt av dr Gachet" såldes 1990 på auktionsbyrån Christie's i London för 82,5 miljoner dollar till den japanske konstsamlaren och företagsmagnaten Ryoei Saito. Det gjorde den till den dyraste tavla som dittills hade sålts. Målningen hade på 1930-talet tillhört ett galleri i Frankfurt. Under tredje riket klassificerades verket som Entartete Kunst, blev konfiskerat och såldes sedermera av Herman Göring till bankiren Franz Koenigs. Den andra versionen ägdes av Gachet och hans familj till 1950-talet då den donerades till franska staten.  